# Thomas Henrikson
Thomas Lars Henrikson, född 12 april 1937 i Stockholm, är en svensk-finländsk litteraturvetare. 
Henrikson, som är son till tandläkarna Lars Henrikson och Maj Lenander-Henrikson, blev filosofie doktor och docent i litteraturvetenskap vid Stockholms universitet 1971 på avhandlingen Romantik och marxism – Politik och estetik hos Elmer Diktonius och Otto Ville Kuusinen, vilken gav ny belysning åt den finlandssvenska modernismens framväxt. Han var lektor i Sveriges litteratur vid Helsingfors universitet 1969–1977, forskarassistent vid Stockholms universitet 1971–1974, kulturattaché i Bonn 1978–1983, kulturchef vid Stockholms-Tidningen 1984, intendent för Folkets Hus/Kulturhuset i Umeå 1986–1988 och kulturråd vid Sveriges ambassad i Helsingfors 1988–1993. Han har även varit litteraturkritiker i Helsingin Sanomat, Dagens Nyheter, Expressen, Arbetet och Aftonbladet. 